# Telex (ベトナム語の入力方式)
Telex（テレックス）はチュ・クオック・グーでベトナム語の文書を標準のASCII文字で入力するための入力方式（インプットメソッド）で、ベトナム語のQuốc ngữ điện tín（國語電信）という名称でも呼ばれている。元々はベトナム語の文字をテレックスシステムで転送する際に用いられていたが、現在ではコンピュータのインプットメソッドとしてよく使われている。

## 歴史
Telexインプットメソッドは、アクセント付きのベトナム語をテレックスで転送するための規則（máy điện tín）に基づいており、1920年代から1930年代にベトナムで最初に用いられた。当時のテレックスサービスは基本のラテン語アルファベットだけで扱えるよう海外で設計されたしくみの下で提供されていた。そのため、"vỡ đê"（ダムが壊れた）は誤って"vợ đẻ"（妻が出産している）と解釈されることがよくあった。著名なジャーナリストで翻訳家でもある阮文永（Nguyễn Văn Vĩnh）が元のテレックスシステム用の規則に基づいて考案したとされている。
その後数十年のうちに一般的なコンピュータシステムが登場したが、テレックスのしくみと大差のない制約をかかえていた。つまり、ベトナム語の文字の多くに対応していない不十分なものであった。このようなシステムではVIQR方式のような表記法が用いられた。可変長の文字コード方式であるTelexでは、1文字のベトナム語を1から3文字のアスキー文字で表現する。逆にVISCIIのようなバイト志向コードで書かれたベトナム語は1文字につき1バイトしか必要としないが、入力には特別なソフトウェアまたはハードウェアが必要となる。
1980年代から1990年代にかけて、ベトナム語を標準英語キーボードで入力する一つの方法としてTelexが採用された。専用のソフトウェアを使って、Telex方式のキー入力を合成済み文字または分解されたユニコードテキストに変換した。VietStarはこの入力モードをサポートする最初のソフトウェアパッケージであった。Quách Tuấn NgọcによってつくられたBkedエディタは拡張版Telex実装したエディタで、z, [のコマンドにより"ư"を、z, ]のコマンドにより"ơ"を入力することができた これはVietKey、Vietres、VPSKeysといったエディタよりもはるかによく使われていた。1993年、入力方式としてTelexを使うことがベトナムの国家規格TCVN 5712の一部に規定され標準化された。2000年代になると、新しいコンピュータシステムやインターネットにおける言語特異的なエンコーディングの多くはUnicodeに取って代わられ、文字情報の保存や転送でTelexを使うことは少なくなった。しかし、VIQRやVNIが選べる多くのインプットメソッドエディタにおいて、今でも既定のインプットメソッドとしてTelexが採用されている。またベトナム語の電信転送では、国際モールス符号の補足にも引き継がれている。

## 規則
ベトナム語のアルファベットでは複雑なダイアクリティカルマーク（発音区別符号）を用いているため、Telexでは基本となる文字を入力した後、ダイアクリティカルマークを表現する1つまたは2つの文字を入力する必要がある。
| 文字 | キー入力 | 入力例 | 出力例 |
| ---- | -------- | ------ | ------ |
| ă    | aw       | trawng | trăng  |
| â    | aa       | caan   | cân    |
| đ    | dd       | ddaau  | đâu    |
| ê    | ee       | ddeem  | đêm    |
| ô    | oo       | nhoo   | nhô    |
| ơ    | ow       | mow    | mơ     |
| ư    | uw       | tuw    | tư     |

一組のキー入力を2つの文字として記すには、2文字目を繰り返して入力する。例えば、ベトナム語の cải xoong は cari xoong（cải xông） と入力するのではなく cari xooong と入力しなければならない。
| 音調                         | 記号に追加するキー | 入力例  | 出力例 |
| ---------------------------- | ------------------ | ------- | ------ |
| Ngang (平ら)                 | z or nothing       | ngang   | ngang  |
| Huyền (下がる)               | f                  | huyeenf | huyền  |
| Sắc (上がる)                 | s                  | sawcs   | sắc    |
| Hỏi (下がって上がる)         | r                  | hoir    | hỏi    |
| Ngã (途中声門を閉じて上がる) | x                  | ngax    | ngã    |
| Nặng (下がって声門を閉じる)  | j                  | nawngj  | nặng   |

複数の声調符号を入力したときは、最後に入力した符号が適用される。
例えば、asz と入力すれば "a" が出力される（なぜなら、インプットメソッドエディタを使うとき、z はダイアクリティカルマークの削除にも用いられるから）。例えば her と入力すれば hẻ、herr と入力すれば her となる。